# 제노봇

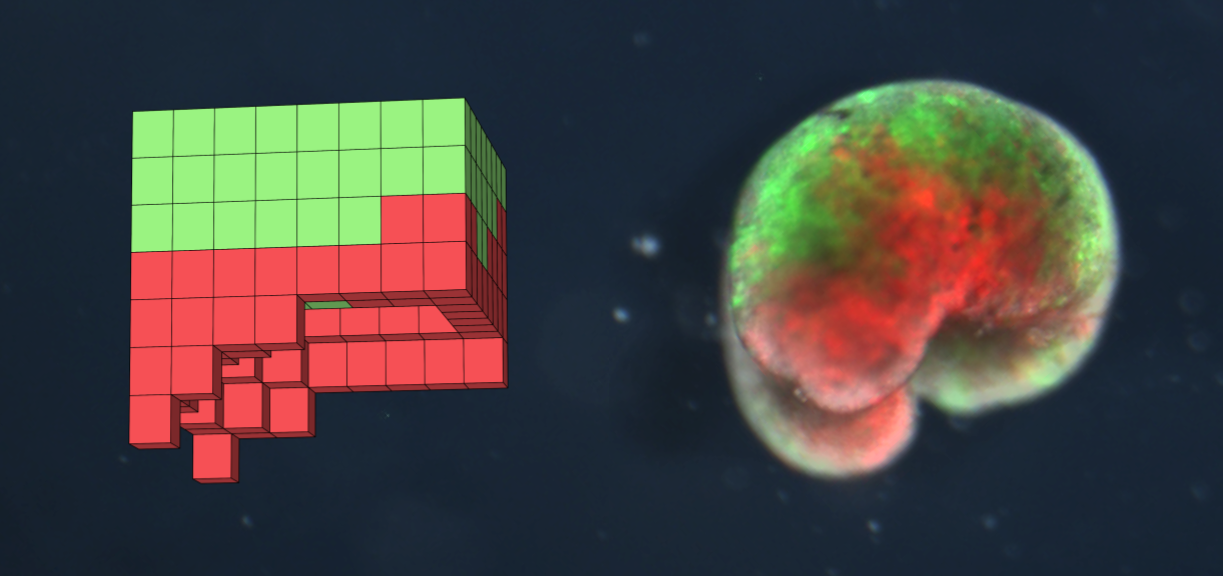

제노봇(Xenobot)은 아프리카발톱개구리(Xenopus laevis)의 이름을 딴 용어로, 원하는 기능을 수행하도록 컴퓨터에 의해 설계되고 다양한 생물학적 조직을 결합하여 만들어진 합성 생명체이다. 제노봇이 로봇인지 유기체인지 아니면 다른 어떤 것인지는 과학자들 사이에서 여전히 논쟁의 대상으로 남아 있다.

## 기존 제노봇
최초의 제노봇은 샘 크리그먼(Sam Kriegman)이 개발한 AI 프로그램에 의해 생성된 청사진에 따라 더글러스 블래키스톤(Douglas Blackiston)에 의해 제작되었다.
현재까지 제작된 제노봇은 폭이 1밀리미터(0.04인치) 미만이고 피부 세포와 심장 근육 세포라는 두 가지로만 구성되어 있다. 둘 다 초기(포배 단계) 개구리 배아에서 수확한 줄기 세포에서 파생된다. 피부 세포는 견고한 지지대를 제공하고 심장 세포는 작은 모터 역할을 하여 제노봇을 앞으로 추진하기 위해 부피가 수축 및 팽창한다. 제노봇의 신체 모양과 피부 및 심장 세포의 분포는 시행착오 과정(진화 알고리즘)을 사용하여 특정 작업을 수행하도록 시뮬레이션에서 자동으로 설계된다. 제노봇은 걷고, 수영하고, 펠렛을 밀고, 탑재량을 운반하고, 떼를 지어 함께 작동하여 접시 표면에 흩어져 있는 잔해물을 깔끔한 더미로 모으도록 설계되었다. 그들은 음식 없이도 몇 주 동안 생존할 수 있으며 열상 후에는 스스로 치유될 수 있다.
다른 종류의 모터와 센서가 제노봇에 통합되었다. 심장 근육 대신 제노봇은 섬모 조각을 성장시켜 수영을 위한 작은 노로 사용할 수 있다. 그러나 섬모 구동 제노봇 운동은 현재 심장 구동 제노봇 운동보다 제어하기 어렵다. RNA 분자를 제노봇에 도입하여 분자 기억을 부여할 수도 있다. 행동하는 동안 특정 종류의 빛에 노출되면 형광 현미경으로 볼 때 미리 지정된 색상으로 빛난다.
제노봇은 자기 복제도 할 수 있다. 제노봇은 주변 환경에서 느슨한 세포를 모아서 동일한 기능을 가진 새로운 제노봇으로 만들 수 있다.

## 같이 보기
- 인공생명